# Departamento de Diffa
Diffa es un departamento situado en la región de Diffa, en Níger. En diciembre de 2012 presentaba una población censada de 159 722 habitantes. Su chef-lieu es Diffa, que también es la capital regional.
Se ubica en el sur de la región, junto a la frontera con Nigeria.

## Subdivisiones
Está formado por 3 comunas, que se muestran asimismo con población de diciembre de 2012:
Comunas urbanas
- Diffa (56 437 habitantes)

Comunas rurales
- Chétimari (65 449 habitantes)
- Gueskérou (37 836 habitantes)

Hasta la reforma territorial de 2011, pertenecían también a este departamento las comunas rurales de Bosso y Toumour, que desde 2011 forman el departamento de Bosso.